# 송후섭
송후섭(1997년 6월 18일 ~ )은 전 KBO 리그 KIA 타이거즈의 투수이다.

## KIA 타이거즈시절
2017년에 입단하였다. 2022년 9월 9일 SSG 랜더스와의 경기에 구원 등판하며 데뷔 첫 경기를 치뤘고, 경기에서 0.1이닝 6실점을 기록했다. 2023년 11월에 방출됐다.